# La ragazza perduta
La ragazza perduta è un romanzo scritto da David Herbert Lawrence e pubblicato nel 1920, vincitore del James Tait Black Memorial Prize. Il libro è ispirato al viaggio di Lawrence in Italia, e precisamente alla sua permanenza in un paesino della Valle di Comino chiamato Picinisco (attualmente in provincia di Frosinone, all'epoca Alta Terra di Lavoro), dallo scrittore denominato Pescocalascio.

## Trama
È la storia di una ragazza inglese di buona famiglia che gradualmente perde la sua posizione sociale. Il suo destino, straordinario per l'epoca, la porta a imparare la professione di  infermiera ostetrica, a suonare il pianoforte nel teatrino popolare fondato da suo padre e di seguire il vero amore della sua vita in Italia, nelle remote montagne laziali.
Lawrence crea un personaggio femminile con un forte desiderio d'indipendenza e l'ansia di essere fautrice del proprio destino. Mentre agli occhi della società diventa una "ragazza perduta", lei trova una sorgente di forza nelle sue scelte poco convenzionali ma sincere.

## Edizioni italiane
- trad. Alessandra Scalero, Milano: Corbaccio, 1933 (come La fanciulla perduta)
- trad. Carlo Izzo, Milano: Mondadori, 1948
- trad. Roberta Gefter Wondrich, Roma: Newton Compton, 1994